# Mychajlo Olefirenko
Mychajlo Volodymyrovyč Olefirenko (ukrajinsky Михайло Володимирович Олефіренко; rusky Михаил Владимирович Олефиренко (Michail Vladimirovič Olefirenko); * 6. června 1960 Nikolajev) je bývalý sovětský a ukrajinský fotbalový obránce.

## Hráčská kariéra
Prošel Sportovní školou mládeže v Nikolajevě, krátce hrál za Sudostroitěl Nikolajev, kde si ho vyhlédlo kyjevské Dinamo.
V roce 1978 se stal mistrem Evropy do 18 let, za což mu byl udělen titul Mistr sportu SSSR. Roku 1979 na MS do 20 let získal stříbro.
V roce 1980 debutoval v nejvyšší soutěži SSSR. Podílel se na třech mistrovských titulech Dinama Kyjev (1980, 1985 a 1986) a dvou vítězstvích v poháru (1982 a 1984/85). V PMEZ 1982/83 nastoupil ve 4 utkáních (320 minut), v Poháru UEFA 1983/84 zasáhl do jednoho utkání (62 minuty).
Roku 1986 přestoupil do Šachťoru Doněck, za nějž nastupoval v sovětské nejvyšší soutěži do roku 1988. Sezonu 1989 strávil v gruzínském Lančchuti, v ročníku 1990 nastupoval za ukrajinské Dinamo Belaja Cerkov.
V sezonách 1990/91 a 1991/92 byl hráčem Tatranu Prešov v československé nejvyšší soutěži.
Následně hrál ještě nižší soutěže v Rakousku (UFC Weiden am See, ASK Marz), v Izraeli (Hapoel Chadera) a na Ukrajině (Bukovyna Černivci, Veres Rivne). Hráčskou kariéru ukončil po sezoně 1996/97.

## Trenérská kariéra
Zdroj: 
- 1997/98: Trenér FK Metalurh Doněck (Premier Liha)
- 1998/99: Trenér FK Metalurh Doněck (Premier Liha)
- 1999/00: Trenér FK Borysfen Boryspil (Perša liha)
- 2000/01: Trenér FK Borysfen Boryspil (Perša liha)
- 2002: Hlavní trenér Tobol Kostanaj FK (Premjer Ligasy)
- 2003/04: Hlavní trenér FK Krystal Cherson (Druha liha)

## Ligová bilance
| Ročník                                   | Zápasy | Góly | Minuty | Klub               |
| ---------------------------------------- | ------ | ---- | ------ | ------------------ |
| Sovětská fotbalová Vysšaja liga 1980     | 2      | 0    | –      | Dinamo Kyjev       |
| Sovětská fotbalová Vysšaja liga 1982     | 25     | 2    | –      | Dinamo Kyjev       |
| Sovětská fotbalová Vysšaja liga 1983     | 27     | 0    | –      | Dinamo Kyjev       |
| Sovětská fotbalová Vysšaja liga 1984     | 20     | 1    | –      | Dinamo Kyjev       |
| Sovětská fotbalová Vysšaja liga 1985     | 1      | 0    | –      | Dinamo Kyjev       |
| Sovětská fotbalová Vysšaja liga 1986     | 2      | 0    | –      | Dinamo Kyjev       |
| Sovětská fotbalová Vysšaja liga 1986     | 9      | 0    | –      | Šachťor Doněck     |
| Sovětská fotbalová Vysšaja liga 1987     | 28     | 0    | –      | Šachťor Doněck     |
| Sovětská fotbalová Vysšaja liga 1988     | 19     | 0    | –      | Šachťor Doněck     |
| 1. československá fotbalová liga 1990/91 | 17     | 1    | –      | Tatran Agro Prešov |
| 1. československá fotbalová liga 1991/92 | 24     | 0    | –      | Tatran Agro Prešov |
| CELKEM 1. ČS. LIGA                       | 41     | 1    | –      |                    |
| CELKEM 1. LIGA SSSR                      | 133    | 3    | –      |                    |